# Assim Madibo
Assim Omer Al Haj Madibo (em árabe: عاصم ماديبو; Doha, 22 de outubro de 1996) é um futebolista catariano que joga como meio-campo. Atualmente joga pelo Al-Duhail.

## Carreira no clube
Madibo começou sua carreira no futebol nas categorias de base do Auxerre. Em 2015, ele se formou na Aspire Academy no Catar.
Em janeiro de 2015, Madibo ingressou na equipe principal do clube austríaco LASK Linz. Ele fez sua estreia como profissional contra o Austria Lustenau em 13 de agosto de 2015. Em janeiro de 2016, deixou o clube para se juntar ao Cultural Leonesa.
Foi anunciado em julho de 2017 que Madibo foi emprestado ao Eupen, vindo do Lekhwiya por uma temporada.

## Carreira internacional
Nascido no Catar de família com origem sudanesa, Madibo era elegível para representar Catar ou o Sudão, dos quais escolheu o primeiro. Madibo representou seu país nas categorias sub-19, sub-20, sub-21 e sub-23. Disputou o Campeonato sub-19 da AFC de 2014 e a Copa do Mundo FIFA Sub-20 de 2015.

## Títulos
Al-Duhail
- Qatar Stars League: 2016–17, 2019–20
- Copa do Emir do Catar: 2019
- Copa Sheikh Jassim do Catar: 2016

Catar sub-19
- Campeonato Sub-19 da AFC: 2014

Catar
- Copa da Ásia: 2019